# イバン・トーレス
イバン・アルトゥーロ・トーレス・リベロス（Iván Arturo Torres Riveros, 1991年2月27日 - ）は、パラグアイ・中央県ニェンビ出身のサッカー選手。リーガ・パラグアージャ・オリンピア・アスンシオン所属。ポジションはDF。

## クラブ経歴
2009年にセロ・ポルテーニョのトップチームに昇格し、2010年シーズンにプロデビュー。2014年シーズンまでプレー。2015年にオリンピア・アスンシオンに移籍。加入後即主力選手となり、2015年シーズンはリーグ戦40試合に出場。2016-17シーズンにCAコロンにローン移籍でプレーし、26試合4ゴールを記録。しかし完全移籍とはならず、同シーズン終了後にオリンピア・アスンシオンに復帰。2018年、2019年シーズンとリーグ2連覇を達成した。

## 代表経歴
2019年5月にコパ・アメリカ2019のパラグアイ代表メンバーに招集され。直前のホンジュラスとの親善試合で代表デビュー。しかし、本大会では不出場に終わり、以降は代表未招集が続いている。